# Jean-Claude Lozac'hmeur
Jean-Claude Lozac'hmeur est un linguiste, médiéviste, critique littéraire et essayiste français.
Ses principaux axes de recherche portent sur les origines celtiques et ésotériques des romans arthuriens, et la littérature galloise médiévale.
Médiéviste celtiste, professeur émérite de Rennes II, il est également l'auteur d'ouvrages antimaçonniques.

## Biographie
Jean-Claude Lozac'hmeur est né en avril 1940 à Toulon (Var) et a grandi sur l'île de Molène.
Collégien, il passe le Certificat d'études, puis le Baccalauréat section C (mathématiques).
À 23 ans, il est reçu deuxième au CAPES. Il réussit aussi le concours de l'IPES[réf. nécessaire]. Désormais jeune élève-professeur, il termine le premier cycle universitaire puis intègre le second avec l'aide de Charles Foulon, qui l'introduit à Rennes-II. Il y assure successivement les postes de chargé de cours, assistant, maître de conférences, professeur de première classe. Il entame son troisième cycle avec le DEA à 29 ans, et le doctorat à 38 ans. Sa thèse, qu'il soutient en 1978, s'intitule La Genèse de la légende d'Yvain : essai de synthèse. Il la réalise en étant conseillé par le professeur Léon Fleuriot (neveu de Zénaïde Fleuriot), directeur de la section celtique à Rennes II. En 1985, il co-édite avec Maud Ozzava une traduction de la chanson d'Aiquin.
Lorsqu'il était professeur émérite, il préparait ses étudiants de Rennes II mais aussi d'autres universités à l'Agrégation de lettres classiques, en assurant des cours de linguistique et de littérature française médiévale. Il continue à publier régulièrement ses recherches tout en sillonnant les châteaux européens au fil des invitations aux colloques universitaires.  Il fut membre de la Société internationale arthurienne et de la Société de linguistique romane[réf. nécessaire]. Parmi ses écrits, dont un article sur le Roi pêcheur, il faut mentionner son Énigme du Graal et son article sur Mabonagrain qui sont cités dans le Dictionnaire de mythologie arthurienne de Philippe Walter.
Keith Busby, professeur émérite de littérature française médiévale à l'Université de Wisconsin-Madison, souligne en 1998 dans sa préface du livre The Evolution of Arthurian Romance combien l'apport de Jean-Claude Lozac'hmeur fit avancer la recherche, en ce qui concerne l’étude des éléments celtiques dans la légende arthurienne : il cite trois de ses interventions,,. De même, la chercheuse Ásdís R. Magnúsdóttir mentionne le professeur dans l'un de ses travaux.

## Publications

### Essais
- « Origine du nom du héros dans le lai de Désiré », Études celtiques, XV, I, 1976, p. 287-288.
- « Contribution à l'étude de l'évolution du r », Revue de Linguistique Romane, 1976, t. 40, p. 311-320.
- « Le motif du Passage périlleux dans les romans arthuriens et dans la littérature orale bretonne », Études Celtiques, XV, I, 1976, p. 289-299.
- « À propos des sources du mabinogi d'Owein et du roman Yvain », Études Celtiques, XV, II, 1976, p. 289-299.
- « Guinglain et Perceval », Études Celtiques, XVI, 1979, p. 279-281.
- « Bendigeitvran et Corbenic », Études Celtiques, XVI, 1979, p. 283-285.
- « À propos de l'origine du nom de Mabonagrain », Études Celtiques, XVII, 1980, p. 257-262.
- « À propos de l'origine de l'expression “la Joie de la Cour” dans Érec et Énide », Études Celtiques, XVII, 1980, p. 289-299.
- « De la tête de Bran à l'hostie du Graal », in Arthurian Tapestry. Essays in Memory of Lewis Thorpe, ed. Kenneth Varty, Glasgow, 1981, p. 275-286
- « À propos de deux hypothèses de R.S. Loomis : éléments pour une solution de l’énigme du Graal », Bulletin bibliographique de la Société internationale arthurienne, 34 (1982) p. 207-221
- « Researches on the mystery of the Grail », en collaboration avec Shigemi Sasaki, Avalon to Camelot, I, 1983, Pt 1, p. 20-23, Pt II, p. 19-22.
- « D'Yvain à Désiré, recherches sur les origines de la légende d'Yvain », Études Celtiques, XXI, 1984, p. 257-263.
- « Lais et romans bretons », En collaboration avec Léon Fleuriot, in Histoire littéraire et culturelle de la Bretagne, Champion-Slatkine Paris-Genève, 1987, p. 131-152.
- « Recherches sur les origines indo-européennes et ésotériques de la légende du Graal », Cahiers de civilisation médiévale Xe – XIIe siècles, 30 (1987) p. 45-63.
- « Les origines armoricaines de la légende d'Erec et d'Ecnide ». In: Kreiz. Journée d'études sur la Bretagne et les pays celtiques 2 (1993), S. 145-162
- « Compte-rendu de la thèse de Gaël Milin, Le Roi Marc aux oreilles de cheval », Cahiers de Civilisation Médiévale, 38, 1995, p. 94-96.

### Ouvrages
- Jean-Claude Lozac'hmeur, Maud Ovazza, La chanson d'Aiquin, présentation, traduction et notes, Paris, éditions Jean Picollec, 1985 (ISBN 2-86477-064-4)
- Récits et poèmes celtiques, Domaine brittonique, VIe XVe siècles, en collaboration avec Léon Fleuriot et Louis Prat, préface de Pierre-Jakez Hélias, Éditions Stock, collection Moyen Âge, Paris, 1980 ; rééd. 1992.
- Avec Bernaz de Karer, De la Ré-Volution : essai sur la politique maçonnique, Éditions Sainte Jeanne d'Arc, 1992,  (ISBN 9782950491442)
- Dafydd ap Gwilym, un barde gallois du XIVe siècle, petite anthologie d'un grand poète, en collaboration avec Diarmuid Johnson (en), éd. Wodan, Reineke Verlag, Greifswald, 1994
- Fils de la veuve : essai sur le symbolisme maçonnique, Éditions Sainte Jeanne d'Arc, 1990  (ISBN 2-9504914-0-5) (BNF 35106885)[3], Éditions de Chiré, 2002.
- L'énigme du Graal : aux origines de la légende de Perceval, Éditions Mens Sana, 2011  (ISBN 979-1-09044-702-8)
- De la Gnose au Graal, Éditions Des Cimes, 2013  (ISBN 9791091058070)

- Les origines occultistes de la franc-maçonnerie, Éditions des Cimes, 2015.